# Hendelia similis
Hendelia similis är en tvåvingeart som beskrevs av Lonsdale och Marshall 2008. Hendelia similis ingår i släktet Hendelia och familjen träflugor.
Artens utbredningsområde är Fiji. Inga underarter finns listade i Catalogue of Life.